# Limnoperla jaffueli
Limnoperla jaffueli is een steenvlieg uit de familie Gripopterygidae. De wetenschappelijke naam van de soort is voor het eerst geldig gepubliceerd in 1928 door Navás.